# Kadłub
Kadłub (deutsch:  Kadlub, 1936–1945 Starenheim) ist ein Ort in der Gemeinde Strzelce Opolskie im Powiat Strzelecki der Woiwodschaft Opole in Polen.

## Geographie
Kadłub, das von Waldgebieten umgeben ist, liegt etwa 18 Kilometer nördlich von Strzelce Opolskie (Groß Strehlitz) und 30 Kilometer östlich von Opole (Oppeln) in der Schlesischen Tiefebene am Himmelwitzer Wasser (Chrząstawa). Es hatte einen Bahnhof an der Bahnstrecke Kędzierzyn-Koźle–Kluczbork.
Ortsteile von Kadłub sind Kadłubski Piec (Hochofen), Banatki Małe (Angerfeld) und Banatki Duże (Banatken).
Nachbarorte von Kadłub sind im Norden Carmerau (Spórok) und im Südosten Osiek (deutsch Oschiek).

## Geschichte

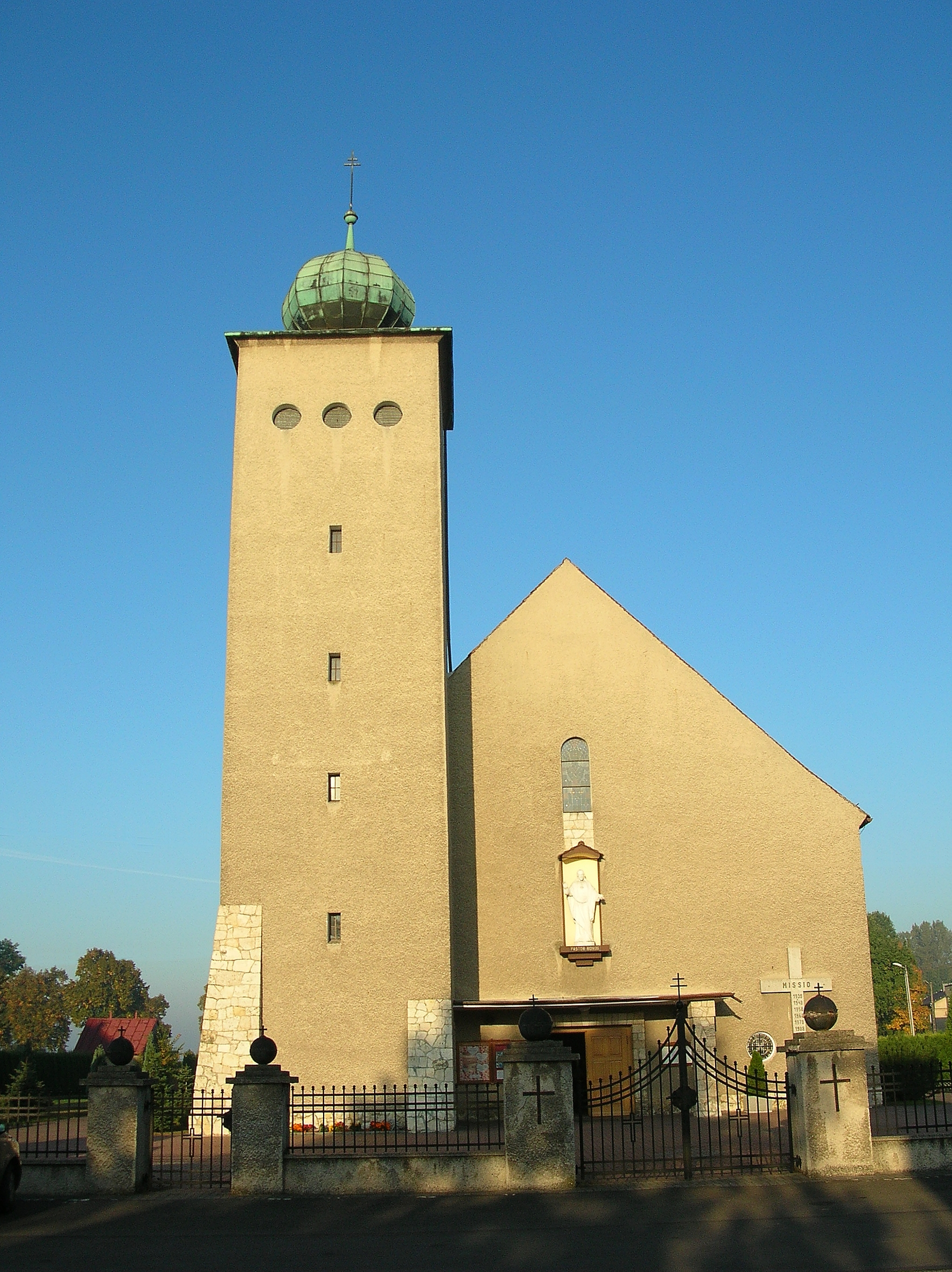
Kirche in Kadłub

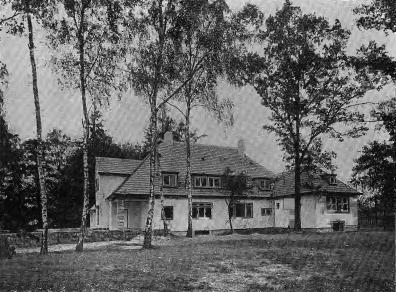
Landhaus der Grafen Strachwitz

Kadlub wurde 1429 erstmals urkundlich erwähnt. Seit 1777 gehörte es dem Adelsgeschlecht Strachwitz.
1800 wurde im Ort eine katholische Schule eingerichtet. Nach der Neugliederung der Provinz Schlesien gehörte die Landgemeinde Kadlub ab 1816 zum Landkreis Groß Strehlitz, mit dem es bis 1945 verbunden blieb. 1845 bestanden in Ort ein Vorwerk, ein Jagdschloss, eine katholische Schule, ein Hochofen und 110 Häuser. Die Einwohnerzahl lag bei 865, davon drei evangelisch und zwei jüdisch. 1861 wurden 977 Einwohner. 1865 lebten im Ort ein Bauer, 14 Gärtner, 86 Häusler und 83 Einlieger gezählt. 1874 wurde der Amtsbezirk Kadlub gebildet, dem die Landgemeinden Grodzisko, Kadlub, Oschiek und Rosmierka sowie die Gutsbezirke Grodzisko, Kadlub Vorwerk, Oschiek und Schimonia Vorwerk eingegliedert wurden.
Bei der Volksabstimmung in Oberschlesien am 20. März 1921 stimmten 273 Wahlberechtigte für einen Verbleib bei Deutschland und 330 für Polen. Kadlub verblieb beim Deutschen Reich. 1933 lebten im Ort 1003 Einwohner. 1933 und 1934 wurde die katholische Christkönigskirche errichtet. Am 3. Juli 1936 wurde Kadlub in Starenheim umbenannt. 1939 hatte der Ort 1088 Einwohner.
Als Folge des Zweiten Weltkriegs fiel Kadlub/Starenheim 1945 mit dem größten Teil Schlesiens an Polen. Nachfolgend wurde es in Kadłub umbenannt. Die einheimische deutsche Bevölkerung wurde, soweit sie nicht vorher geflohen war, weitgehend vertrieben. Die neu angesiedelten Bewohner waren teilweise Zwangsumgesiedelte aus Ostpolen, das an die Sowjetunion gefallen war.
1945–1950 gehörte Kadłub zur Woiwodschaft Schlesien. Anschließend wurde es der Woiwodschaft Opole eingegliedert. Seit 1999 gehört es zum Powiat Strzelecki.

## Sehenswürdigkeiten
- Die römisch-katholische Christkönigskirche (Kościół pw. Chrystusa Króla) im modernen Stil wurde 1933/34 erbaut.[7]
- Denkmal für die Gefallenen des Ersten Weltkriegs
- Steinerne Kapelle mit Glockenturm

## Vereine
- Deutscher Freundschaftskreis
- Freiwillige Feuerwehr OSP Kadłub
- Fußballverein LKS Adamietz Kadłub